# Empis chiragra
Empis chiragra är en tvåvingeart som beskrevs av Mario Bezzi 1909. Empis chiragra ingår i släktet Empis och familjen dansflugor. Inga underarter finns listade i Catalogue of Life.